# Benzatropine
Benzatropine, cũng được đánh vần là benztropine, là một loại thuốc dùng để điều trị một loại rối loạn vận động do thuốc chống loạn thần được gọi là dystonia và parkinson. Nó không hữu ích cho chứng khó vận động muộn. Nó được uống qua miệng hoặc tiêm tĩnh mạch hoặc cơ. Tác dụng của thuốc này bắt đầu trong vòng hai giờ và kéo dài đến mười giờ.
Các tác dụng phụ thường gặp bao gồm khô miệng, mờ mắt, buồn nôn và táo bón. Tác dụng phụ nghiêm trọng có thể bao gồm bí tiểu, ảo giác, tăng thân nhiệt và phối hợp kém. Không rõ liệu sử dụng trong khi mang thai hoặc cho con bú là an toàn. Benzatropine là một thuốc kháng cholinergic hoạt động bằng cách ngăn chặn hoạt động của thụ thể acetylcholine.
Benzatropine đã được phê duyệt cho sử dụng y tế tại Hoa Kỳ vào năm 1954. Nó là có sẵn như là một loại thuốc gốc. Tại Hoa Kỳ, chi phí bán buôn là khoảng 6 USD mỗi tháng. Năm 2016, đây là loại thuốc được kê đơn nhiều thứ 211 tại Hoa Kỳ với hơn 2 triệu đơn thuốc. Nó được bán dưới tên thương hiệu Cogentin và các nhãn khác.

## Sử dụng trong y tế
Benzatropine được sử dụng để làm giảm tác dụng phụ ngoại tháp của điều trị chống loạn thần. Benzatropine cũng là một loại thuốc thứ hai để điều trị bệnh Parkinson. Nó cải thiện sự run rẩy, và có thể làm giảm bớt độ cứng và bradykinesia. Benzatropine đôi khi cũng được sử dụng để điều trị chứng loạn trương lực cơ, một rối loạn hiếm gặp gây co cơ bất thường, dẫn đến tư thế vặn vẹo chân tay, thân hoặc mặt.